# Cyrkuł czortkowski
Cyrkuł czortkowski (niem. Czortkower Kreis) – jednostka administracyjna Cesarstwa Austrii w Królestwie Galicji i Lodomerii w latach 1816–1850 i 1854–1865, na ziemiach polskich zagarniętych przez Austrię podczas I rozbioru w ramach reformy administracyjnej w Galicji.

## Historia

### Tło historyczne i utworzenie cyrkułu
Na mocy traktatu z Schönbrunn z 14 października 1809 Austria musiała odstąpić Imperium Rosyjskiemu zachodnie Podole, obejmujące cyrkuł tarnopolski oraz prawie cały cyrkuł zaleszczycki. Tereny te władze austriackie wydały Rosji na początku 1810, które dekretem Aleksandra I Romanowa z 14 sierpnia 1810 zostały nazwane Krajem Tarnopolskim.
Zgodnie z postanowieniami kongresu wiedeńskiego z 6 czerwca 1815 terytorium Kraju Tarnopolskiego Rosja zwróciła Austrii, w związku z czym reaktywowano cyrkuł tarnopolski, który przejściowo objął cały obszar zwróconego Kraju Tarnopolskiego. Był to jednak cyrkuł bardzo obszerny, przez co 2 lutego 1816, w jego południowej części utworzono nowy cyrkuł czortkowski z siedzibą w Czortkowie.  Umieszczenie siedziby nowego cyrkułu w centralnie położonym Czortkowie, zamiast – jak wcześniej – w leżących na uboczu Zaleszczykach, wpisywało się w politykę lokalizacji siedzib urzędów cyrkularnych, prowadzoną od listopada 1783 roku. 
W porównaniu ze składem cyrkułu zaleszczyckiego sprzd 1810, w skład cyrkułu czortkowskiego nie weszy obszary położone na południe od Dniestru (ze Śniatynem, Gwoźdźcem, Kułaczkowcmi, Czernelicą, Zabłotowem, Horodenką i Michalczem) oraz na zachód od Strypy (z Potokiem i Buczaczem), które cały czas pozostawały przy Austrii, i które w wyniku zniesienia cyrkułu zaleszczyckiego zintegrowano z  cyrkułem stanisławowskim (w 1811 roku część ich włączono do nowo utworzonego cyrkułu kołomyjskiego). Objął jednak południową część obszarów, które przed 1810 należały do cyrkułu brzeżańskiego (z miejscowościami takimi jak Kujdanów, Bobulińce czy Petlikowce). Zmieniła się też północna granica z cyrkułem tarnopolskim, ponieważ nowy powiat czortkowski objął większe terytorium niż cyrkuł zaleszczycki sprzed 1810 roku, włączając także rejony Budzanowa, Suchostawu, Chorostkowa, Kopyczyniec i Husiatyna, które w latach 1783–1809 należały do przedtraktatowego cyrkułu tarnopolskiego (choć w latach 1782–1783 należały do cyrkułu zaleszczyckiego). 

### Zniesienie cyrkułów w 1850 roku
Po wydarzeniach rewolucyjnych w latach 1848–1849, które wstrząsnęły Cesarstwem Austriackim, w 1850 roku przeprowadzono istotną reformę administracyjną mającą na celu usprawnienie zarządzania na obszarze Galicji i Lodomerii. W jej ramach cyrkuł czerniowiecki, dotychczas będący częścią Galicji, został wyodrębniony jako osobny kraj koronny. Pozostałe 19 cyrkułów zostało zniesionych i zastąpionych przez trzy okręgi rządowe: Kraków, Lwów i Stanisławów, które podzielono na 63 powiaty (niem. Bezirkshauptmannschaften). Powiaty z kolei były tworzone na podstawie nowych okręgów sądowych, od dwóch do czterech na powiat. Oznaczało to zarazem zniesienie cyrkułu czortkowskiego, którego obszar podzielono między cztery Bezirkshauptmannschaften w składzie okręgu rządowego Stanisławów:
- Borszczów – z okręgów sądowych: Borszczów, Jezierzany, Mielnica i Zaleszczyki,
- Buczacz – z okręgów sądowych: Buczacz[12], Jazłowiec i Uścieczko,
- Czortków – z okręgów sądowych: Czortków, Husiatyn i Jagielnica.
- Trembowla – z okręgów sądowych: Trembowla, Mikulińce, Złotniki[13] i Chorostków.

### Reaktywacja cyrkułów (1854–1865)
Cyrkuł czortkowski reaktywowano na mocy rozporządzenia z 24 kwietnia 1854, który przywrócił podział na cyrkuły w granicach sprzed reformy 1849, a które ugrupowano w dwa obszary administracyjne (niem. Verwaltungsgebiete) – Kraków i Lwów. Cyrkuł czortkowski wszedł w skład obszaru lwowskiego.
Równocześnie, w ramach reformy uwłaszczeniowej z okresu Wiosny Ludów (1848–1849), która likwidowała jurysdykcję właściciela ziemskiego nad poddanymi, dominium galicjskie – jako podstawowa jednostka administracyjna i filar systemu feudalnego straciło rację bytu. Konieczne stało się zatem wprowadzenie nowego systemu administracyjnego, którego zręby powstały w latach 1851–1855. Utworzono wtedy 179 małych powiatów (niem. Bezirke) i ponad 6000 gmin (niem. Gemeinde). Cyrkuł czortkowski podzielono na dziewięć małych Bezirków, podzielonych na 265 gmin:
| Bezirk      | Powierzchnia | Powierzchnia | Ludność | Ludność | Liczba gmin |
| Bezirk      | Mil²         | Km²          | Ogółem  | Os./km² | Liczba gmin |
| ----------- | ------------ | ------------ | ------- | ------- | ----------- |
| Borszczów   | 7,1          | 408,63       | 26.914  | 65,88   | 35          |
| Budzanów    | 5,8          | 333,59       | 21.323  | 63,93   | 25          |
| Czortków    | 7,2          | 414,36       | 26.281  | 63,45   | 30          |
| Husiatyn    | 6,6          | 379,83       | 24.050  | 63,33   | 29          |
| Jazłowiec   | 7,0          | 402,85       | 24.420  | 60,64   | 29          |
| Kopyczyńce  | 8,3          | 477,57       | 28.145  | 58,94   | 28          |
| Mielnica    | 6,6          | 379,83       | 26.320  | 69,30   | 32          |
| Tłuste      | 6,2          | 357,01       | 23.507  | 65,85   | 29          |
| Zaleszczyki | 5,2          | 299,26       | 24.568  | 82,09   | 28          |
| RAZEM       | 60,0         | 3452,93      | 225.528 | 65,29   | 265         |
| ŚREDNIA     | 6,67         | 383,66       | 25.059  | 65,60   | 29,44       |

Cyrkuł czortkowski przetrwał do 1865 roku. Po nadaniu Galicji autonomii oraz powołaniu samorządu gminnego i powiatowego w 1865 zlikwidowano cyrkuły (Kreise), a dotychczasowe małe powiaty (Bezirke) w liczbie 179, zostały w ramach kolejnej reformy administracyjnej (23 stycznia 1867) zastąpiono przez 74 większych powiatów.